# Le Ménil
Le Ménil é uma comuna francesa na região administrativa do Grande Leste, no departamento de Vosges. Estende-se por uma área de 20.38 km². Em 2010 a comuna tinha 1 071 habitantes (densidade: 52,6 hab./km²).